# Неспилем (Вашингтон)
Неспилем (енгл. Nespelem) град је у америчкој савезној држави Вашингтон. По попису становништва из 2010. у њему је живело 236 становника.

## Демографија
Према попису становништва из 2010. у граду је живело 236 становника, што је 24 (11,3%) становника више него 2000. године.
| Група             | 2000.      | 2010.      |
| Белци             | 27 (12,7%) | 24 (10,2%) |
| Афроамериканци    | 0 (0,0%)   | 1 (0,4%)   |
| Азијати           | 1 (0,5%)   | 1 (0,4%)   |
| Хиспаноамериканци | 7 (3,3%)   | 16 (6,8%)  |
| Укупно            | 212        | 236        |